# Pruniers-en-Sologne
Pruniers-en-Sologne é uma comuna francesa na região administrativa do Centro, no departamento Loir-et-Cher. Estende-se por uma área de 44,27 km². Em 2010 a comuna tinha 2 409 habitantes (densidade: 54,4 hab./km²).